# Université d'État de l'Ohio

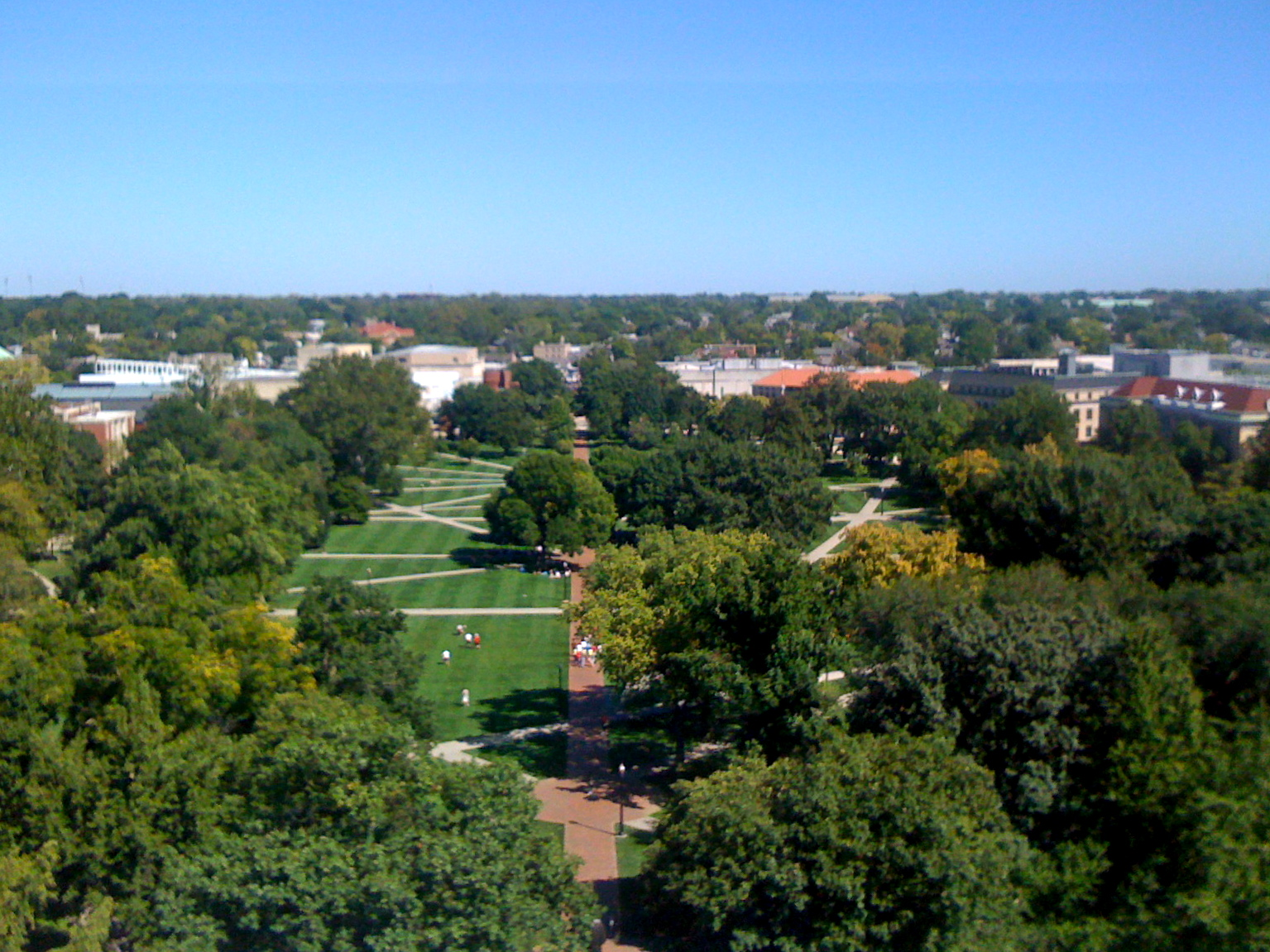
The Oval.

L'université d’État de l’Ohio (en anglais, Ohio State University, OSU) est une université américaine fondée en 1870. Sa devise est Disciplina in civitatem, ce qui signifie « éducation pour la citoyenneté ».

## Histoire
L'université a été créée après l'ordonnance de Morrill Land-Grant Colleges Act 1862.
Le campus principal est situé à Columbus (Ohio). L’université possède également des campus régionaux situés à Lima, Mansfield, Marion et Newark.

## Sport
Les équipes sportives universitaires d'Ohio State portent le nom de Buckeyes d'Ohio State. Les couleurs de l'université sont l'écarlate et le gris (scarlet and gray).

## Facultés
- College of Education and Human Ecology
- College of Engineering
  - Austin E. Knowlton School of Architecture
- College of Food, Agricultural, and Environmental Sciences
  - School of Environment and Natural Resources
- College of Medicine
- College of Nursing
- College of Optometry
- College of Pharmacy
- College of Public Health
- College of Social Work
- College of Veterinary Medicine
- College of Arts and Sciences
  - Division of Arts and Humanities
  - School of Music
  - Division of Natural and Mathematical Sciences
  - Astrophysical laboratory
  - Division of Social and Behavior Sciences
  - School of Communication
- Graduate School
- John Glenn School of Public Affairs
- Max M. Fisher College of Business
- Michael E. Moritz College of Law

## Autres lieux
- Ohio State University Airport
- Hilandar Research Library
- Billy Ireland Cartoon Library & Museum
- Wexner Center for the Arts
- Blackwell Inn (hôtel)
- The Ohio Union

## Personnalités liées à l'université

### Étudiants
- Alexander Wendt
- Berenice Abbott
- Bebe Miller
- Brian Basset
- Charles Csuri
- Cheikh Tidiane Gadio
- Chester Himes
- Cynthia Ozick
- Dave Albritton
- Donald Kagan
- Dwight Yoakam
- George Steinbrenner
- George Wesley Bellows
- Harlan Ellison
- Harvey Friedman
- Jayaprakash Narayan
- James Thurber
- Jesse Owens
- J. D. Vance
- Jon Whitcomb
- Lil Jon
- Lois McMaster Bujold
- Mary Oliver
- Mazie O. Tyson
- Milton Caniff
- Norma Jean Wright du groupe Chic
- Olivia Hooker
- Rosaria Butterfield
- Ross Butler
- R. L. Stine
- Robert McGinnis
- Ron O'Neal
- Roy Lichtenstein
- Ted Ginn
- Tessa Bonhomme
- Vince Mendoza
- Virginia Hamilton
- Nancy Currie
- Daniel O'Malley
- Adrienne Kennedy, dramaturge et essayiste
- Mathilde Toupin-Fafard, infirmière canadienne
- Sheizaf Rafaeli
- Nick Herbert